# Brunellia cayambensis
Brunellia cayambensis là một loài thực vật thuộc họ Brunelliaceae. Đây là loài đặc hữu của Ecuador.